# Anadia antioquensis
Espèce
Anadia antioquensis est une espèce de sauriens de la famille des Gymnophthalmidae.

## Répartition
Cette espèce est endémique du  département d'Antioquia en Colombie.

## Étymologie
Son nom d'espèce, composé de antioqu[a] et du suffixe latin -ensis, « qui vit dans, qui habite », lui a été donné en référence au lieu de sa découverte, le.

## Publication originale
- Arredondo, 2013 : A new species of gymnophthalmid lizard of the genus Anadia (Gymnophthalmidae: Cercosaurinae) from Northern Andes of Colombia. Amphibia-Reptilia, vol. 34, no 2, p. 173-184.